# 卡马里奥 (加利福尼亚州)
卡马里奥（英文：Camarillo，/ˌkæməˈriːoʊ/），是美国加利福尼亚州文图拉县下属的一座城市。建市于1964年3月28日，面积 大约为19.53平方英里 (50.6平方公里)。根据2010年美国人口普查，该市有人口65,201人。